# 薄叶蕈树
薄叶蕈树（学名：Altingia tenuifolia），为金缕梅科蕈树属下的一个种。

## 扩展阅读
維基物種上的相關：薄叶蕈树